# Рандан (замък)
Замъкът Рандан (на френски: Château de Randan) се намира в департамента Пюи дьо Дом във Франция. Построен е през 1204 г. През 1821 г. е придобит от принцеса Аделаид Орлеанска, сестра на крал Луи-Филип. В края на XIX в. замъкът е модернизиран, електрифициран, снабден с течаща вода и др. от внучката на Луи-Филип графиня Мари-Изабел Орлеанска-Монпансие.
През 1915 г., след като подобно на други собственици на замъци из цяла Франция превръща замъка във военна болница, графинята заедно с дъщерите си се грижи лично за ранени войници в него.
През юли 1925 г. замъкът е опустошен от пожар, който го превръща в развалина. Това, което е спасено от пожара (мебели и други вещи), е отнесено в Испания.
През 2000 г. Министерството на културата на Франция купува оцелелите колекции (280 оръжия и 4896 различни предмети по обзавеждането), а през 2003 г. Регионалният съвет на Оверн придобива самите постройки и започва дейности по тяхната реставрация.
Интересни за посещение са паркът на замъка, обхващащ площ от 100 хектара, оранжерията, построена през 1835 г., в която се отглеждат портокалови дървета и параклисът от 1831 г. в неокласически стил.